# Nationalliberalism
Nationalliberalism är en politisk ideologi som förenar liberalism med nationalism. Nationalliberalismens stora epok var under 1800-talet och en bit in på 1900-talet, då den spelade en stor roll i många europeiska länder, bland annat Danmark, Tyskland och Rumänien. Goda exempel på nationalliberala samhällen idag är Japan, Sydkorea och Taiwan.

## Historik
Nationalliberalismen har sin historiska bakgrund i de konservativa strömningar inom liberalismen som uppstod i det kontinentala Europa i början av 1800-talet, samtidigt som nationalismens idéer spred sig. Nationalliberala politiker var framstående främst i de tyskspråkiga länderna. De nationalliberala förespråkade ofta ett mer auktoritärt nationalistiskt Tyskland, präglat av visst liberalt tankegods, till skillnad från liberala nationalister såsom Max Weber som ville se en demokratisk tysk nationalstat med liberala idéer i centrum. Revolutionsåret 1848 skakade de gamla dynastiska grundvalarna i de tyska monarkierna med folkliga krav på både nationell enighet och medborgerliga fri- och rättigheter. I det folkvalda Frankfurtparlamentet splittrades liberalerna i två partigrupper: De vänsterradikala "demokratiska liberalerna" som krävde allmän och lika rösträtt och republik, och de "moderata liberalerna" som endast krävde begränsad rösträtt och konstitutionell monarki. Den senare gruppen, det så kallade Kasinopartiet, blev den ideologiska grundvalen till den tyska nationalliberalismen.
I Tyska riket och Österrike-Ungern företrädde de nationalliberala ofta storgodsägarnas och industrimagnaternas ekonomiska intressen. Ideologiska stridigheter fanns dock mellan de som ville prioritera de liberala frihetsidealen och de som ansåg att nationens kollektiva intressen var överordnade. Dessa skiljelinjer blev åter tydliga i 1950-talets Västtyskland där det inom det liberala Fria demokratiska partiet fanns tydliga nationalliberala, nästan konservativa, krafter som motsatte sig alltifrån avnazifieringen till fängslandet av nazistiska krigsförbrytare.

## Filosofi
Grunden i nationalliberal ideologi bygger på liberala idéer inom ramen för den suveräna nationalstaten. Detta kan innebära acceptans för protektionism och andra statliga ingripanden i ekonomin, men endast i begränsad utsträckning och till stöd för den nationella privata sektorn. Det kan även innebära att man låter varor, och vissa tjänster, röra sig fritt över nationens gränsen, men inte människor. Sådana idéer står i skarp kontrast till de varianter av liberalism som förespråkar en nattväktarstat där alla former av statligt ingripande i ekonomin är oacceptabelt. Nationalliberaler avvisar tanken på en världsregering av något slag och ser värdet i att ha fria, oberoende, liberala stater. Huruvida olika folkslag kan bli medborgare i andra nationer råder det delade meningar om.